# Лоцманская улица (Санкт-Петербург)
Ло́цманская улица — улица в Адмиралтейском районе Санкт-Петербурга. Проходит от набережной реки Пряжки до площади Репина.

## История названия
Улица возникла в первой половине XVIII века.
20 августа 1739 года присвоено наименование Лоцманская улица по местонахождению слободы лоцманов Адмиралтейского ведомства. Параллельно существовали названия Лоцманский переулок и Армейская улица.

## Достопримечательности

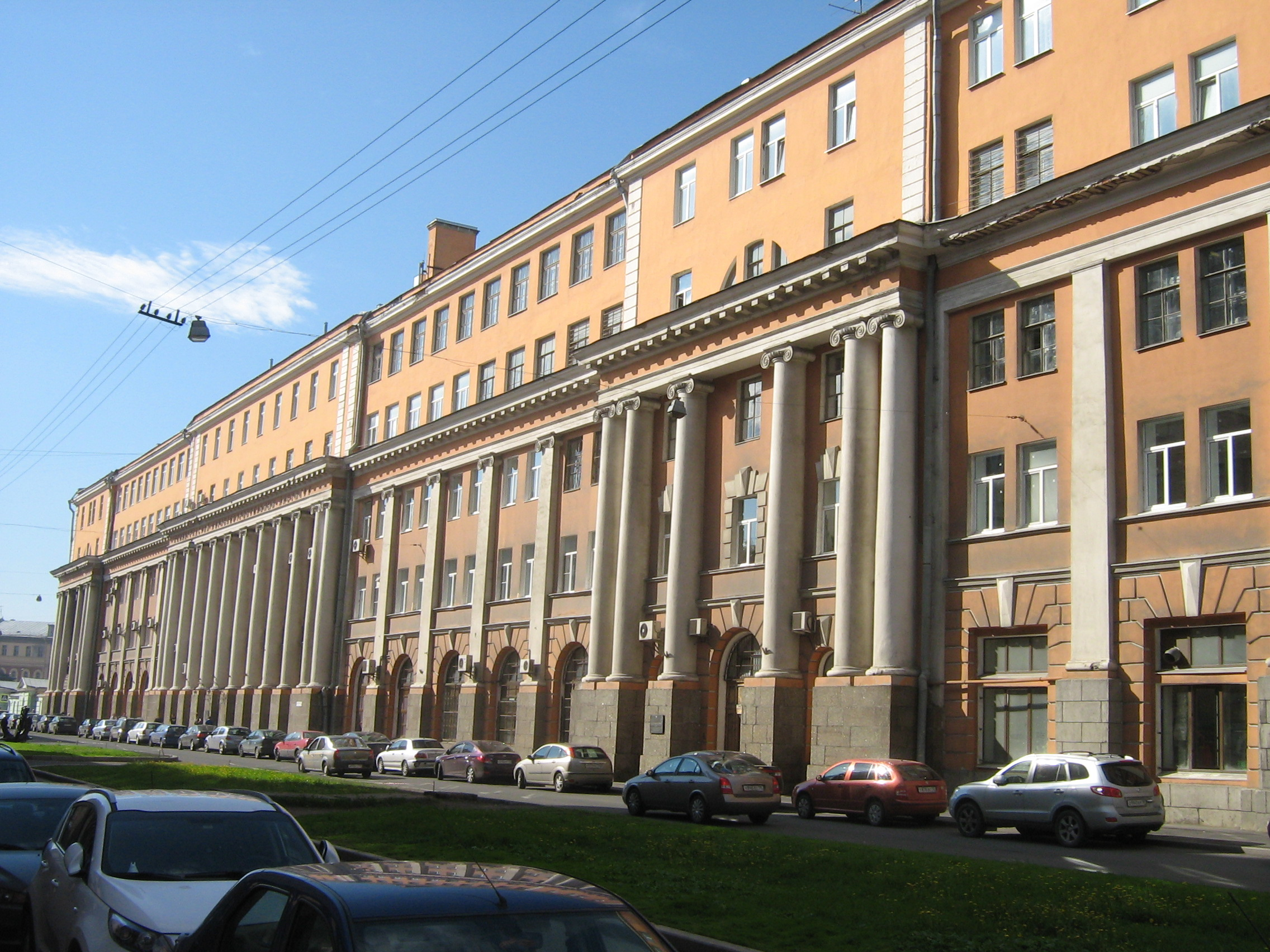
Санкт-Петербургский государственный морской технический университет

- Дом 3 — Санкт-Петербургский государственный морской технический университет.  791410028460005